# ストップ・イン・ザ・ネイム・オブ・ラヴ
「ストップ・イン・ザ・ネイム・オブ・ラヴ」（Stop! In the Name of Love）は、1965年にリリースされた、アメリカのボーカルグループ、スプリームスのシングル曲。作詞作曲は、ホーランド＝ドジャー＝ホーランド。アメリカ合衆国のビルボードポップシングルチャートで1965年3月27日から4月3日まで1位となった。
日本では、南沙織、ピンク・レディー、高橋幸宏、globeなどがカヴァーしている。

## 概要
スプリームスは「ストップ・イン・ザ・ネイム・オブ・ラヴ」を1965年1月にレコーディングし、2月8日にリリースした。この曲はスプリームスの6枚名のアルバムであるMore Hits by The Supremesに収録され、1966年のグラミー賞の最優秀ロックンロールヴォーカルグループパフォーマンス賞にノミネートされ、ステイトラー・ブラザーズの"Flowers on the Wall"に敗れた。この曲はロックの殿堂の「ロックンロールを作った500曲」永世リストに選ばれた。
この曲にあわせてスプリームスが踊った振付は、片手を腰にあててもう片方の手を「ストップ」の仕草でのばすというもので、伝説的なものとなった。モータウンの大ファンであったダスティ・スプリングフィールドが司会をつとめる『レディ・ステディ・ゴー』の「サウンド・オブ・モータウン」スペシャルではじめてこのシングル曲のパフォーマンスがテレビ放送される前に、ロンドンの楽屋裏でテンプテーションズのポール・ウィリアムズとメルヴィン・フランクリンがグループの女性たちにこの振付を教えた。 スプリームスは1965年2月24日水曜日に放送されたABCのバラエティ番組『シンディグ！』でもこの曲をパフォーマンスした。

## 担当
- リード・ヴォーカル…ダイアナ・ロス
- バッキング・ヴォーカル…フローレンス・バラード、メアリー・ウィルソン
- 楽器演奏…ファンク・ブラザーズ

## チャート
| チャート (1965)                                                     | 最高位 |
| ------------------------------------------------------------------- | ------ |
| オーストラリア                                                      | 42     |
| アメリカ合衆国ビルボード ホット100                                  | 1      |
| アメリカ合衆国ビルボード ホットリズム・アンド・ブルース・シングルズ | 2      |
| キャッシュボックスポップシングルズチャート                          | 1      |
| カナダRPMシングルズチャート                                         | 3      |
| ドイツ                                                              | 1      |
| UKシングルチャート                                                  | 7      |

| チャート (1965)                           | Rank |
| ----------------------------------------- | ---- |
| アメリカ合衆国ビルボード ホット100        | 11   |
| アメリカ合衆国ビルボード ホット100        | 20   |
| アメリカ合衆国キャッシュボックストップ100 | 24   |
| UK                                        | 93   |

## globeによるカヴァー

### 解説
globeの24枚目のシングルとして、2001年11月14日にavex globeから発売された。
globeのシングルでは初の全英語詞（マーク・パンサーによるラップはフランス語）。
フジテレビ系木曜劇場『スタアの恋』主題歌に起用された。ドラマで使用されたのはCDとは異なるアレンジである。

### 収録曲
| 全作詞・作曲: E.Holland・L.Dozier・B.Holland、全編曲: 小室哲哉、RAP詞: MARC。 |                                                    |                                |                                |      |
| #                                                                             | タイトル                                           | 作詞                           | 作曲・編曲                     | 時間 |
| 1.                                                                            | 「Stop! In the Name of Love (original mix)」       | MARC ・ KEIKO                  | E.Holland・L.Dozier・B.Holland | 6:46 |
| 2.                                                                            | 「Stop! In the Name of Love (tatsumaki club mix)」 | E.Holland・L.Dozier・B.Holland | E.Holland・L.Dozier・B.Holland | 6:58 |
| 3.                                                                            | 「Stop! In the Name of Love (tatsumaki remix)」    | E.Holland・L.Dozier・B.Holland | E.Holland・L.Dozier・B.Holland | 8:15 |
| 4.                                                                            | 「Stop! In the Name of Love (tv mix)」             | E.Holland・L.Dozier・B.Holland | E.Holland・L.Dozier・B.Holland | 6:47 |
| 合計時間:                                                                     | 合計時間:                                          | 28:46                          |                                |      |

クレジット
- Produced : globe
- Co-Produced : ROJAM
- Mixed & Remixed : tatsumaki
- Mastered : 前田康二
- Art direction & Design : THROUGH.
- Photography : 内田将二

### 収録アルバム
- Lights（アルバムバージョン）
- globe decade -single history 1995-2004-
- 15YEARS -BEST HIT SELECTION-（アルバムバージョン）

## その他のカバー曲
ジャクソン5は1975年にキャロル・バーネット・ショーでスプリームス、ミルズ・ブラザーズ、アンドリューズ・シスターズへのトリビュートを行った際、この曲をライヴでパフォーマンスした。他のカバーバージョンとしてはマージ－・ジョセフ、ジーン・ピットニー、ニッキー・フレンチ、シニータ、ジョニー・リヴァーズ、LAヘヴィーメタルバンドのブラックシープ、グロリア・ゲイナー、レ・フィズ(1966年に"Stop, Tu N' As Plus Le Droit"というフランス語のタイトルで)、クロード・フランソワ(1971年、"Stop au nom de l'amour"というフランス語のタイトルで)、レナータ・パッチーニ(1966年、"In nome dell'amore"というイタリア語のタイトルで)、ヤコブ・シスターズ(1966年、"Was hab' ich dir getan"というドイツ語タイトルで)、アイズレー・ブラザーズなどがある。ホリーズによるカバーは1983年、アメリカで29位、カナダで31位にチャートインした。1996年にロス・フレチャゾスがインストゥルメンタル版をEP"En tu Calle"用に録音した。1998年にジョネル・モッサーによるカバー版が映画『微笑みをもう一度』で使われた。ユーロダンス版リミックスが2002年のダンスマニアコンピレーション、Speed 8に収録された。アメリカのラッパーであるリル・ウェインはこの曲を"Gossip"用にサンプリングした。この曲の歌詞はB-52'sの曲"Dance This Mess Around"に少しだけ引用された。アメリカの歌手ラトーヤ・ジャクソンは1995年のアルバムStop in the Name of Loveのためにこの曲を録音した。
Good Timesの家賃工面パーティに関するエピソードで、フロリダ、ウィロナ、テルマがこの曲を歌うところがある。フォックス放送のドラマ『Glee/グリー』のエピソード"Never Been Kissed"でもマッシュアップの一部としてアン・ヴォーグの"Free Your Mind"と一緒に歌われた。クロード・フランソワ版が2014年のスーパーヒーロー映画『X-MEN:フューチャー&パスト』において、1973年のパリの場面で使われた。